# Samsung Galaxy S5
Samsung GALAXY S5（ギャラクシー エス ファイブ）は、サムスン電子によって開発されたAndroidスマートフォンである。2014年2月25日に発表、4月11日に世界125か国で発売された。 日本ではNTTドコモとKDDI・沖縄セルラー電話連合（各au）からSC-04F、SCL23として発売された。詳細は当該項目を参照。
Samsung Galaxy S4 の後継機種であり、防水、防塵、指紋認証、心拍数センサー、USB3.0、カメラ機能などが強化されている。
通信機能では、LTE 150Mbps、 IEEE 802.11ac HT80、MIMOに対応した。
またS4と比較して、画面サイズは0.1インチ大きくなったが、厚さが2mm薄くなった。

## モデル一覧
- グローバル・モデル
  - SM-G900F (LTE, Snapdragon 801, 2.5GHz)
  - SM-G900H (3G, Exynos 5422, 2.1GHz)

- 日本国内向け
  - SC-04F - NTTドコモが販売。VoLTEに対応している。オリジナルカラーとしてスイートピンクがある。
  - SCL23 - KDDI、および沖縄セルラー電話（各au）が販売。WiMAX2+に対応している。オリジナルカラーとしてシャンパンピンクがある。

## 参照
1. ↑  https://www.youtube.com/watch?v=Yuw07d-jZjU  phonearena
2. ↑  https://www.youtube.com/watch?v=3lPrur8xOAw  phonearena
3. ↑  サムスン、「GALAXY S5」と「Gear」新製品を発表 ケータイ Watch 2014年2月25日
4. ↑  Samsung、「GALAXY S5はS4より人気」と発表 ITmedia 2014年4月15日